# 鲁斯兰与柳德米拉 (歌剧)

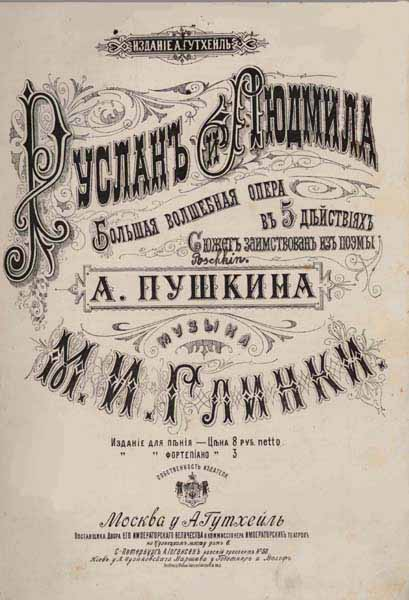
1885版乐谱封面

《鲁斯兰与柳德米拉》（羅馬化：Ruslán i Lyudmíla）為一齣由格林卡在1837年到1842年間所作的五幕歌劇，主要是根據普希金1820年所作的一篇同名詩。劇本由幾位俄國作家共同創作，由於普希金過早去世，因而無法如他所計划的為這齣歌劇編寫劇本。時至今日，這齣歌劇中最有名的片段為序曲，經常在音樂會中單獨演出。

## 早期演出紀錄
1842年11月27日在聖彼得堡的波修瓦劇院首演。四年後在莫斯科的波修瓦劇院首演。

## 角色
- 斯维托扎尔，基輔大公（男低音）
- 柳德米拉，大公之女（女高音）
- 鲁斯兰，基輔勇士，柳德米拉的未婚夫（男低音）
- 拉特米尔，可薩王公（女低音）
- 法尔拉夫，瓦兰勇士（男低音）
- 戈里斯拉娃，拉特米尔的愛慕者（女高音）
- 芬兰人，善良巫師（男高音）
- 纳伊娜，邪惡巫師（女中音）
- 巴扬，吟游詩人（男高音）

## 劇情大綱
故事背景時間：基輔羅斯時期

### 第一幕
在斯维托扎尔的宴會廳中正舉行著鲁斯兰與柳德米拉的婚禮筵席。賓客們聽著吟唱詩人巴扬預言著新郎與新娘享受他們的真愛後，將遭遇不幸。柳德米拉由於即將離開她的父親而感到哀傷。在她安慰著向她求婚卻失敗的兩人，法尔拉夫跟拉特米尔後，隨即跟鲁斯兰在一起。斯维托扎尔祝福著這對新人。突然一切變得昏暗且開始打雷，賓客們受到驚嚇，此時兩隻怪獸突然出現將柳德米拉抓走。燈光重新點燃，眾人對於柳德米拉的消失傷心不已，斯维托扎尔承諾：誰要是能夠帶回柳德米拉，將把柳德米拉許配給他，並且可以統治半個王國。三位求婚者就此上路，尋找柳德米拉的下落。

### 第二幕
（第一景）鲁斯兰前去洞窟中找尋善良的芬兰巫師。芬兰人告訴他，邪惡巫師黑海神已經帶著柳德米拉逃亡，而只有鲁斯兰才能擊敗他。鲁斯兰問芬兰人為何住在這如此荒蕪的地方，芬兰人告訴他一個多年前的故事。當他在家鄉中當牧羊人時，他曾經愛上一個美麗的女孩纳伊娜，但她拒絕了芬兰人的告白。因此芬兰人背井離鄉參予了戰爭，贏得戰利品後將此轉送給她，但這個女孩依舊拒絕了芬兰人的追求。於是芬兰人決心要學習魔法來贏得她的芳心。很多年過去了，他終於透過法術召喚到一個年老、鶴髮且佝僂的女人，那正是纳伊娜，而此時纳伊娜對芬兰人充滿著熱情。芬兰人為了躲避纳伊娜的追求而躲得遠遠的。他對鲁斯兰保證，柳德米拉沒有受到傷害，並且指示他往北方前進。
（第二景）在荒蕪的原野中，懦弱的法尔拉夫想要知道如何才能找到柳德米拉，此時衰老的纳伊娜接近他。她對法尔拉夫承諾會幫他得到柳德米拉，並且把鲁斯兰打得遠遠的。纳伊娜消失後，法尔拉夫沉醉在勝利的喜悅中。
（第三景）鲁斯兰身處於潮濕的荒蕪之地中，地面上還遺留著上次戰爭的武器與犧牲者的遺骸，他想著是否他也會這樣結束他的一生。他選了一個新的盾牌與長矛以取代他那已經破舊的武器，但他找不到一把足夠重的劍來完成裝備。當濃霧漸散去，這時有個巨大的頭出現，從這個巨頭的嘴中吹出呼呼的大風，想要把鲁斯兰吹走。巨頭被擊退後，就在他的底下找到一把劍。鲁斯兰拿走了那把劍，並詢問巨頭為何來此，垂死的巨頭回答：他原本其實是個巨人，而他的侏儒兄弟就是邪惡巫師黑海神。而這把劍注定是要殺死他們兩人的，所以為了躲避這個宿命，黑海神將巨人的頭取下並送到這個遙遠的蠻荒之地，並把劍置於其下。現在劍已經在鲁斯兰的手中，巨頭希望鲁斯兰能為他復仇。

### 第三幕
年輕的少女們受到誘惑進入纳伊娜的魔法城堡中。戈里斯拉娃正在找尋拉特米尔，因為他帶走了她的俘虜並且遺棄了她。當戈里斯拉娃離開後，拉特米尔出現，因為受到這些少女的魔法的迷幻，開始跳舞。最後一個受到引誘進入城堡的賓客是鲁斯兰，當他看到戈里斯拉娃時，他竟然忘記了要營救柳德米拉這件事。這時芬兰人出現，在施法給予拉特米尔跟戈里斯拉娃，還有鲁斯兰與柳德米拉幸福的結局後，城堡變回了森林，而他們繼續要去營救柳德米拉。

### 第四幕
在黑海神的魔法花園中，柳德米拉不斷期待著鲁斯兰的到來，並且抗拒著週遭幻術的影響。黑海神跟他的隨從抵達，此時號角聲響起，正是鲁斯兰的挑戰信號。黑海神施以魔法讓柳德米拉睡著，並開始跟鲁斯兰戰鬥，很快的鲁斯兰就擊敗黑海神，並戴起黑海神的頭盔。看到柳德米拉沉睡不醒，鲁斯兰決定帶著她回到基輔尋求魔法師的幫忙。

### 第五幕
（第一景）在月光照耀的山谷中，鲁斯兰、拉特米尔、戈里斯拉娃跟柳德米拉在這紮營。拉特米尔守衛著四周，擔心鲁斯兰的狀況，但對於他能與戈里斯拉娃重逢感到相當高興。突然間奴隸們回報柳德米拉又遭到劫持，鲁斯兰急忙的開始尋找她的下落。芬兰人此時出現，給拉特米尔一個魔法戒指，這戒指可以讓柳德米拉在被帶回到基輔時甦醒。
（第二景）柳德米拉在斯维托扎尔的宴會廳中沉睡著。在纳伊娜的協助下，法尔拉夫綁架了柳德米拉並且帶她回到基輔，讓人以為是法尔拉夫解救了柳德米拉。但是法尔拉夫並無法讓柳德米拉甦醒。後來鲁斯兰、拉特米尔與戈里斯拉娃回到基輔，鲁斯兰使用魔法戒指讓柳德米拉醒來。最後基輔城中的人們歡慶他們的神、他們的祖國與這對年輕的新人。